# Погонич андаманський
Погонич андаманський (Rallina canningi) — вид журавлеподібних птахів родини пастушкових (Rallidae). Ендемік Індії. Вид названий на честь генерал-губернатора Індії Чарлза Джона Каннінга.

## Опис

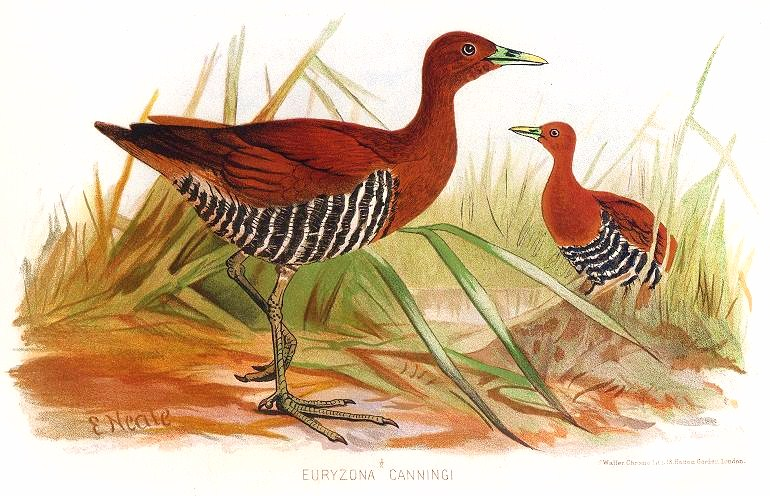
Андаманські погоничі

Довжина птаха становить 34 см. Голова, шия, груди і спина каштанові, решта нижньої частини тіла смугаста, чорно-біла, за винятком темно-коричневої гузки, на крилах бліді смуги. Райдужки червоні, дзьоб зелений з білуватим кінчиком, лапи оливково-зелені. Виду не притаманний статевий диморфізм. Молоді птахи мають більш тьмяне забарвлення, нижня частина тіла у них поцяткована менш вираженими коричнево-сірими і білуватими смугами.

## Поширення і екологія
Андаманські погоничі є ендеміками Андаманських островів. Вони живуть на болотах, в заболочених і мангрових лісах, в густих заростях на берегах річок і струмків. Живляться дрібною рибою, молюсками, червами і комахами (жуками, кониками, гусінню). Сезон розмноження триває з червня по серпень. Андаманські погоничі гніздяться на землі під великими деревами або в густому підліску.

## Збереження
МСОП класифікує цей вид як такий, що не потребує особливих заходів зі збереження. За оцінками дослідників, популяція андаманських погоничів становить від 10 до 25 тисяч птахів. Їм може загрожувати знищення природного середовища.